# Woodfjord
Woodfjord is een fjord van het eiland Spitsbergen, dat deel uitmaakt van de Noorse eilandengroep Spitsbergen.
Het fjord is vernoemd naar het vele drijfhout dat er gevonden was.

## Geografie
Het fjord is zuidwest-noordoost georiënteerd en heeft een lengte van ongeveer 64 kilometer. In het noorden mondt het fjord uit in de Noordelijke IJszee. Het fjord bevindt zich aan de noordkust van het eiland. Met een lengte van 64 kilometer is het op vier na langste fjord van Spitsbergen.
Het fjord heeft twee zijtakken: Liefdefjorden en Bockfjorden.
Ten oosten van het fjord ligt het Andrée Land en ten westen het Haakon VII Land.
Direct ten oosten van de monding van het fjord ligt het fjord Wijdefjord. Naar het westen de baai Breibogen en fjord Raudfjorden.